# Chien thaïlandais à crête dorsale
Le chien thaïlandais à crête dorsale est une race de chien originaire de Thaïlande. La Fédération cynologique internationale le répertorie dans le groupe 5, section 7. Sa caractéristique principale est la présence d'une crête de poils implantée en sens inverse le long du dos.

## Historique
Les premiers documents archéologiques permettant d'attester la présence d'un chien thaïlandais à crête dorsale datent du XVIIe siècle. Il était employé pour la chasse, pour escorter les chars et également comme chien de garde dans la partie orientale de la Thaïlande. Les difficultés d'accès de l'Est de la Thaïlande ont permis de limiter les apports de sang étrangers et de conserver le type originel de la race.

## Standards

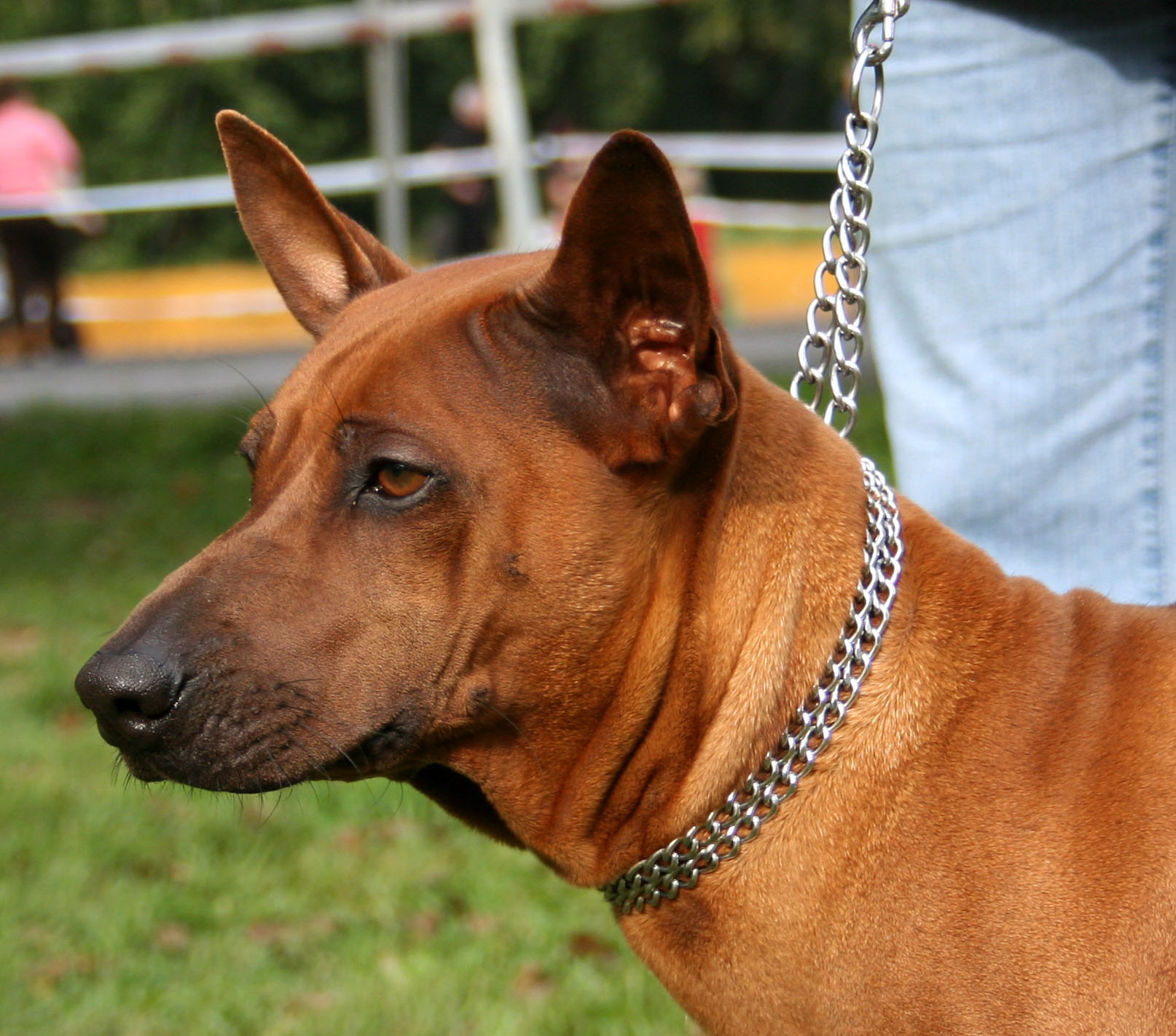
Portrait d'un chien thaïlandais à crête dorsale.

Le chien thaïlandais à crête dorsale est un chien de taille moyenne à la musculature bien développée. La longueur du corps est légèrement supérieure à la hauteur au garrot. Les yeux de taille moyenne sont en forme d'amande, de couleur brun foncé (les yeux ambre sont admis pour les robes bleues uniquement). Les oreilles sont triangulaires, de dimensions moyennes, inclinées vers l'avant et bien dressées. Épaisse à la base, la queue s'effile vers l'extrémité, qui peut atteindre l'articulation du jarret. Elle est portée verticalement et légèrement recourbée.
Le poil est court et lisse. La crête est formée par des poils qui poussent en sens inverse du reste du pelage, dont les limites sont clairement définies. La forme et la longueur de la crête peuvent différer d'un sujet à l'autre, mais elle doit être symétrique de chaque côte de la colonne vertébrale et ne pas dépasser la largeur du dos. Des écussons (« couronnes de poils ») ou des épis (« tourbillons de poils ») sont admis à l’avant de la crête. Les couleurs de la robe sont le rouge, le noir, le bleu et le fauve très clair. Un masque noir est préférable chez les rouges.

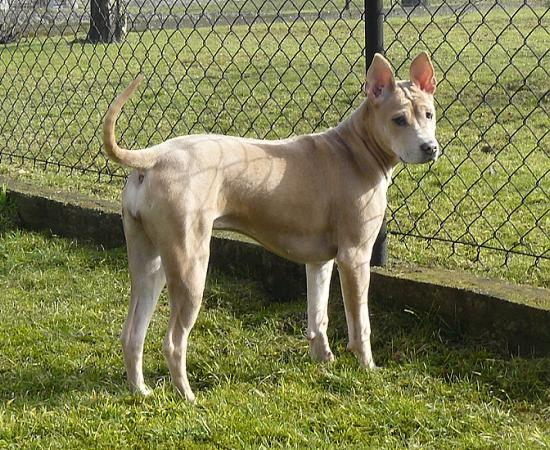
Chien thaïlandais à crête dorsale fauve clair (isabelle).
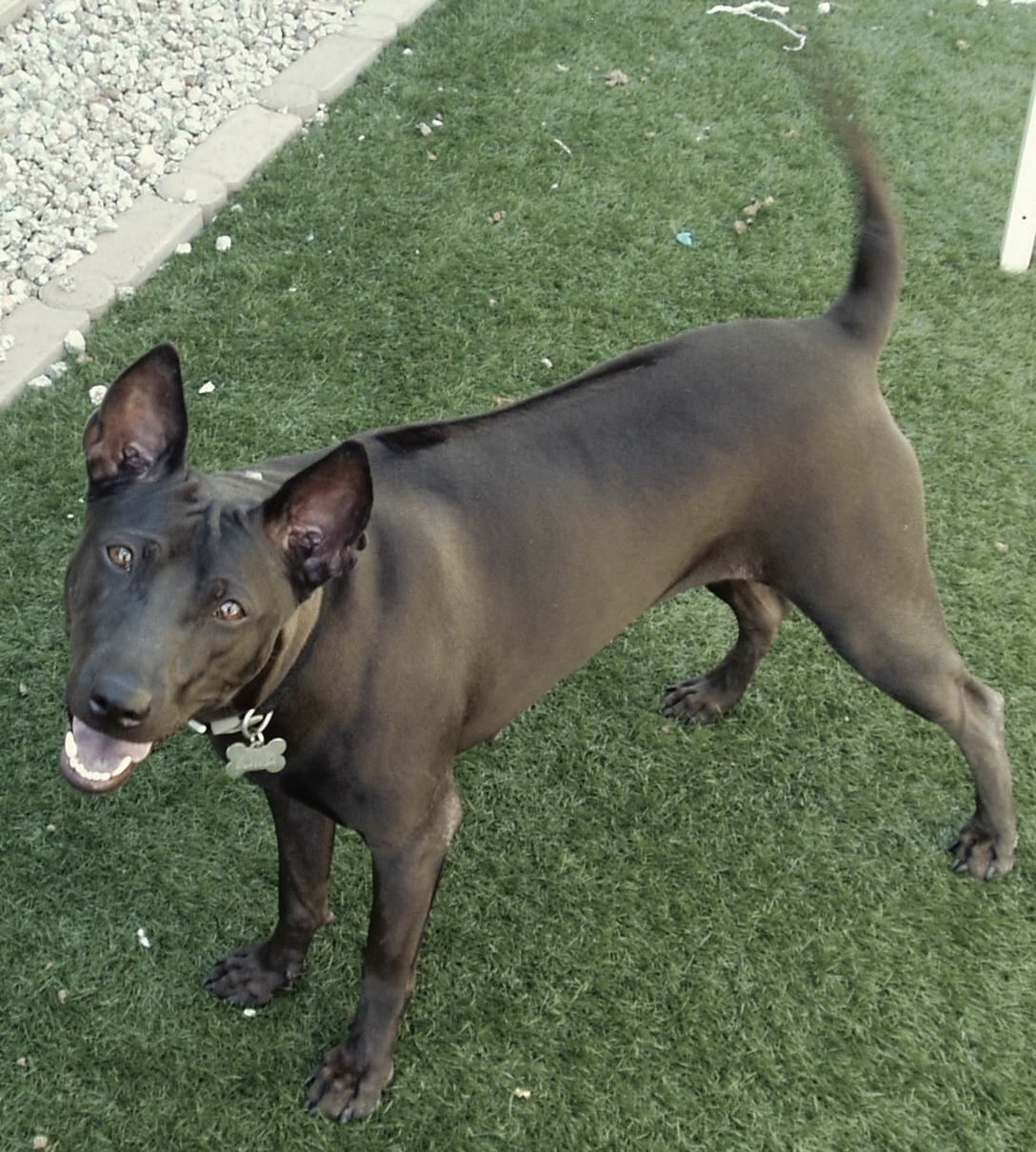
Chien thaïlandais à crête dorsale noir.
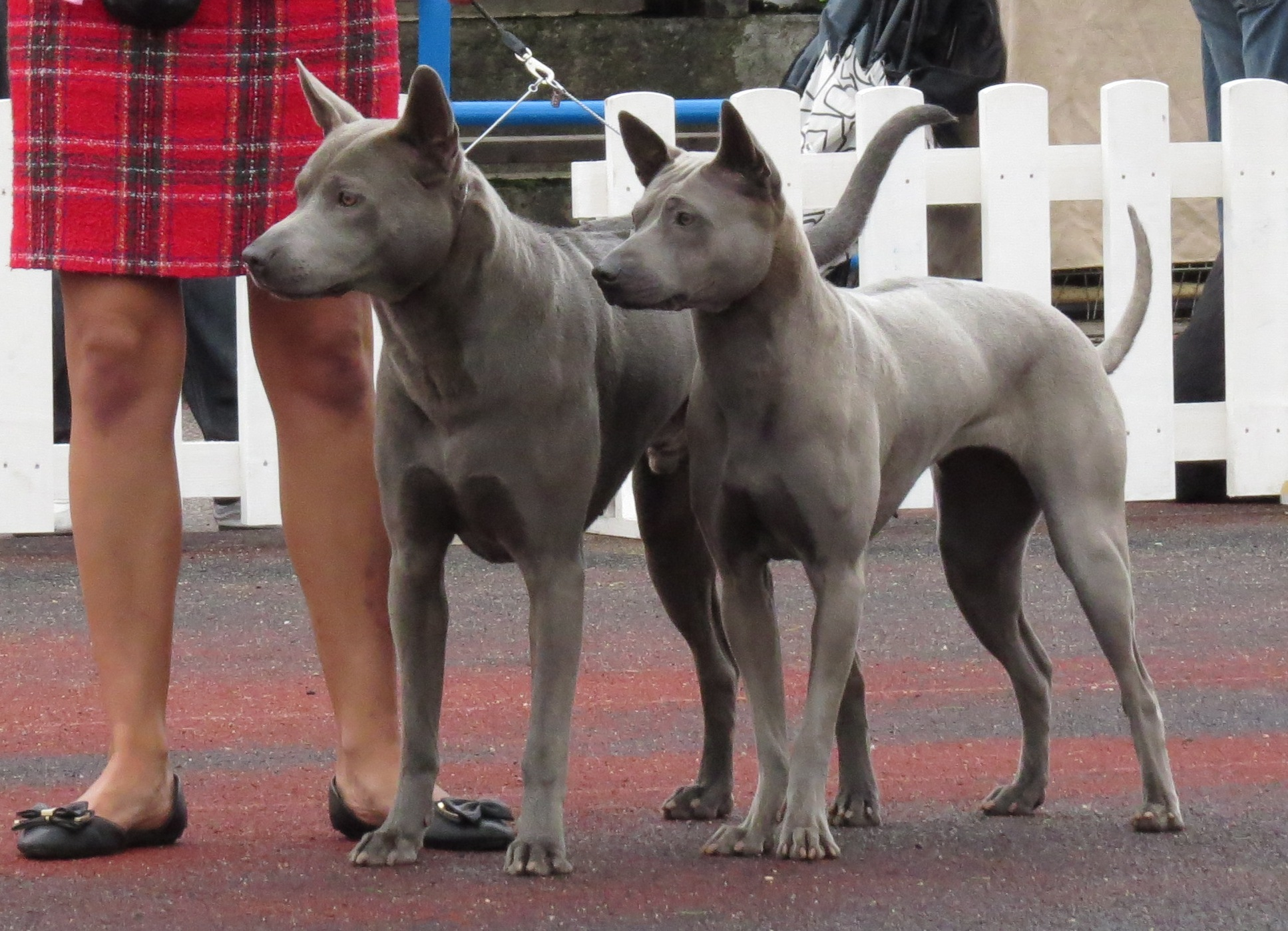
Chiens thaïlandais à crête dorsale bleus présentés dans une exposition canine en Estonie.
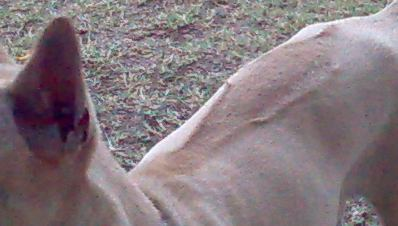
La crête dorsale dans le dos peut prendre différentes formes.

## Caractère

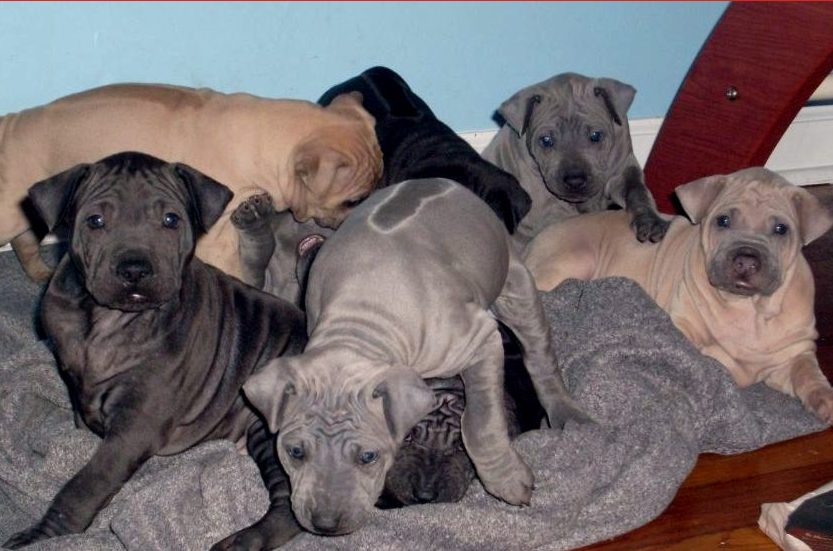
Une portée de chien thaïlandais à crête de différentes couleurs.

Le chien thaïlandais à crête dorsale est décrit comme résistant, actif, fidèle à sa famille et doué pour le saut dans le standard FCI.

## Utilité
Le chien thaïlandais à crête dorsale est un chien de chasse et un chien de compagnie.